# Сяньфэн
Айсиньгьор́о Ичж́у (17 июля 1831 — 22 августа 1861) — девятый император маньчжурской империи Цин и седьмой император Цин, правивший китайскими землями. Период правления — с 1850 по 1861 годы. Девиз правления — «Сяньфэн» (кит. трад. 咸豐, упр. 咸丰, пиньинь Xiánfēng, буквально: «Вселенское процветание»). Все 11 лет  его правления прошли в условиях Тайпинского восстания, которое поставило под угрозу власть маньчжуров над Китаем. Последние годы правления (1856-1861), отмечены катастрофической для империи Второй опиумной войной,усилившей зависимость Цинской империи от европейских государств,и постепенным переходом власти ко второй жене императора, Цыси.

## Ранние годы
Ичжу родился в 1831 году в императорском летнем дворце, в 8 километрах к северо-западу от стен Пекина, был четвёртым сыном императора, правившего под девизом «Даогуан». В 1850 г. в возрасте 19 лет стал императором Китая.  
Боролся с Восстанием тайпинов с частичным успехом всё своё правление. Несколько мусульманских восстаний на юго-западе начались в 1855 году.

## Западный империализм

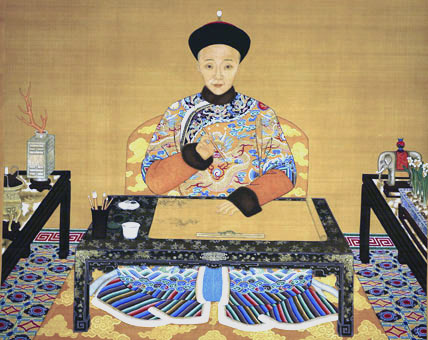
Император Сяньфэн практикуется в каллиграфии.

Ослабленную империю Цин западные державы хотели использовать для получения политических и экономических выгод. 
Англо-французские войска провели несколько сражений у Тяньцзиня, из которых не все были уверенными победами[прояснить]. Император Сяньфэн отправил великого князя Гуна на переговоры, которые отнюдь не решили основные проблемы[прояснить]. 18 октября 1860 года западные войска уничтожили летний дворец и парк Юаньминъюань. Император успел бежать из Пекина, но тяжело заболел при этом известии.

## Смерть
Император умер 22 августа 1861 года в горном убежище от летнего зноя в Чэндэ в Китае. Его преемником стал шестилетний Цзайчунь.